# Кастор, Жан-Виктор
Жан-Виктор Кастор (фр. Jean-Victor Castor; родился 21 апреля 1962 года) — франкогвианский общественный и политический деятель левого толка, избранный в Национальное собрание на парламентских выборах 2022 года от 1-го избирательного округа Французской Гвианы. Член Движения за деколонизацию и социальное освобождение (MDES), выступающего за независимость этого французского владения. В парламенте сменил Ленаика Адама из La République En Marche!.

## Биография
Кастор родился 21 апреля 1962 года в Синнамари, Французская Гвиана. Кастор был седьмым из восьми детей в семье двух учителей. В юности Кастор учился в Кайенне, с 16 лет участвовал в студенческом движении. Продолжил учёбу в метрополии Франции, а затем вернулся в Гвиану, где занимался кампаниями Союза гвианских студентов (UEG).
В 1985 году он был одним из основателей издания «Rot Kozé», органа недавно созданного Движения за деколонизацию и социальное освобождение (MDES). Позже Кастор был профсоюзным органайзером Союза гайанских рабочих и Объединённого профсоюзного движения. В 2012 году он стал генеральным секретарём MDES.
На парламентских выборах 2022 года Кастор баллотировался в Национальное собрание от первого избирательного округа Французской Гвианы . В первом туре выборов он с 17,30 % голосов занял второе место после другого левого кандидата, Ивана Гуа из Непокорённой Франции (La France Insoumise) с 20,77 % голосов. В качестве кандидата Кастора поддерживала посттроцкистская Новая антикапиталистическая партия.